# Miconia gratissima
Miconia gratissima är en tvåhjärtbladig växtart som beskrevs av George Bentham och José Jéronimo Triana. Miconia gratissima ingår i släktet Miconia och familjen Melastomataceae. Inga underarter finns listade i Catalogue of Life.